# Karusell (film)
Karusell är en svensk skräckfilm från 2023. Filmen är regisserad av Simon Sandquist och för manus har Mårten Gisby, Filip Hammarström och Henry Stenberg ansvarat.
Filmen hade svensk premiär 20 oktober 2023 och är utgiven av Nordisk Film.

## Handling
Parkvärden Fiona ska ta hand om några före detta vänner som vunnit ett exklusivt pris, nämligen privat smygpremiär av halloween på Liseberg. En hel natt ska de få vara helt ensamma på den tomma nöjesparken. Sockervadd, åk i attraktionerna och mycket skratt förändras snart, då de inser att de inte är ensamma i parken. Drömnatten förvandlas till en mardröm.

## Rollista (i urval)
- Omar Rudberg – Dante
- Amanda Lindh – Jenny
- Wilma Lidén – Fiona
- Emil Algpeus – Sebbe
- Thomas Hedengran – Rolf
- Berna Inceoglu – Marcela
- Embla Ingelman-Sundberg – Tora
- Ludvig Deltin – William[6]
- Michael Brolin – Christer[6]
- Katerina Pavlou – Daniella
- Jacob Pålsson – Gabbe

## Produktion
Filmen är producerad av David Ovsepian och Filip Hammarström på Scandinavian Content Group, i samproduktion med Nordisk Film, Film i Väst och Liseberg. Inspelningen av filmen påbörjades i början av december 2022 på nöjesfältet Liseberg i Göteborg.